# Ben Camille
Ben Camille (16 augustus 1988) is een Maltees acteur, presentator en model.

## Modellenwerk
Camille begon zijn carrière binnen de modellenwereld. Zo liep hij modeshows voor zowel nationale, als internationale merken.

## Acteercarrière
Na zijn modellencarrière zette hij de stap naar het acteren. Zijn eerste acteerwerk was in 2012, op een lokale Maltese tv-zender. Hij vertolkte de rol van Thomas in de serie il-Klikka. Hij speelde mee in de dramareeks Strada Stretta, uitgezonden op de nationale tv-zender TVM, een onderdeel van de Maltese staatsomroep PBS.

## Presenteercarrière
Camille presenteerde in 2016 de veertiende editie van het Junior Eurovisiesongfestival (JESC), dat werd gehouden in Valletta. Hij deed dit samen met Valerie Vella. In 2018 startte hij met de presentatie van de eerste editie van X Factor Malta. Dit programma had tot doel een artiest te selecteren voor het Eurovisiesongfestival 2019. Hier won Michela Pace. Ook tijdens het tweede seizoen van dit programma zorgde Camille voor de presentatie.
Hij las bij de finale van Eurovisiesongfestival 2016 en 2019 de Maltese punten voor.

## Privé
Camile is getrouwd en heeft een dochter.